# News Industry Text Format
News Industry Text Format (NITF) è una specifica XML pubblicata dall'International Press Telecommunications Council (IPTC) che è stata progettata per standardizzare il contenuto e la struttura singola del testo degli articoli di notizie. 
La specifica NITF definisce un modo standard per contrassegnare (markup) il contenuto e la struttura di un articolo, nonché un'ampia varietà di metadati che diverse organizzazioni possono scegliere di usare.
Inoltre, file multimediali possono essere associati agli articoli, anche se NITF non consente il layout del multimediale all'interno del testo dell'articolo.
Poiché i file NITF sono XML, essi possono essere facilmente analizzati, così come trasformato tramite XSLT in altri formati.
Il formato è ampiamente usato in tutta l'industria editoriale. Giornali (The New York Times, tra gli altri), agenzie di stampa come Associated Press e Agence France-Presse e servizi archivistici come LexisNexis utilizzano NITF per la trasmissione tra Agenzie di stampa di notizie come pure per la trasmissione e archiviazione interna.
NITF integra NewsML-G2, un formato XML di IPTC per pacchettizzare (comprimere e suddividere in blocchi ordinati) e trasmettere le notizie.